# Echekratydes (filozof)
Echekratydes (Ἐχεκρατίδης; IV w. p.n.e.) – perypatetyk, bezpośredni uczeń Arystotelesa. Wymienia go jedynie Stefan z Bizancjum w haśle Μήθυμνα. Z hasła tego dowiadujemy się, że Echekratydes urodził się w Metymnie na wyspie Lesbos.